# Timothy Ray

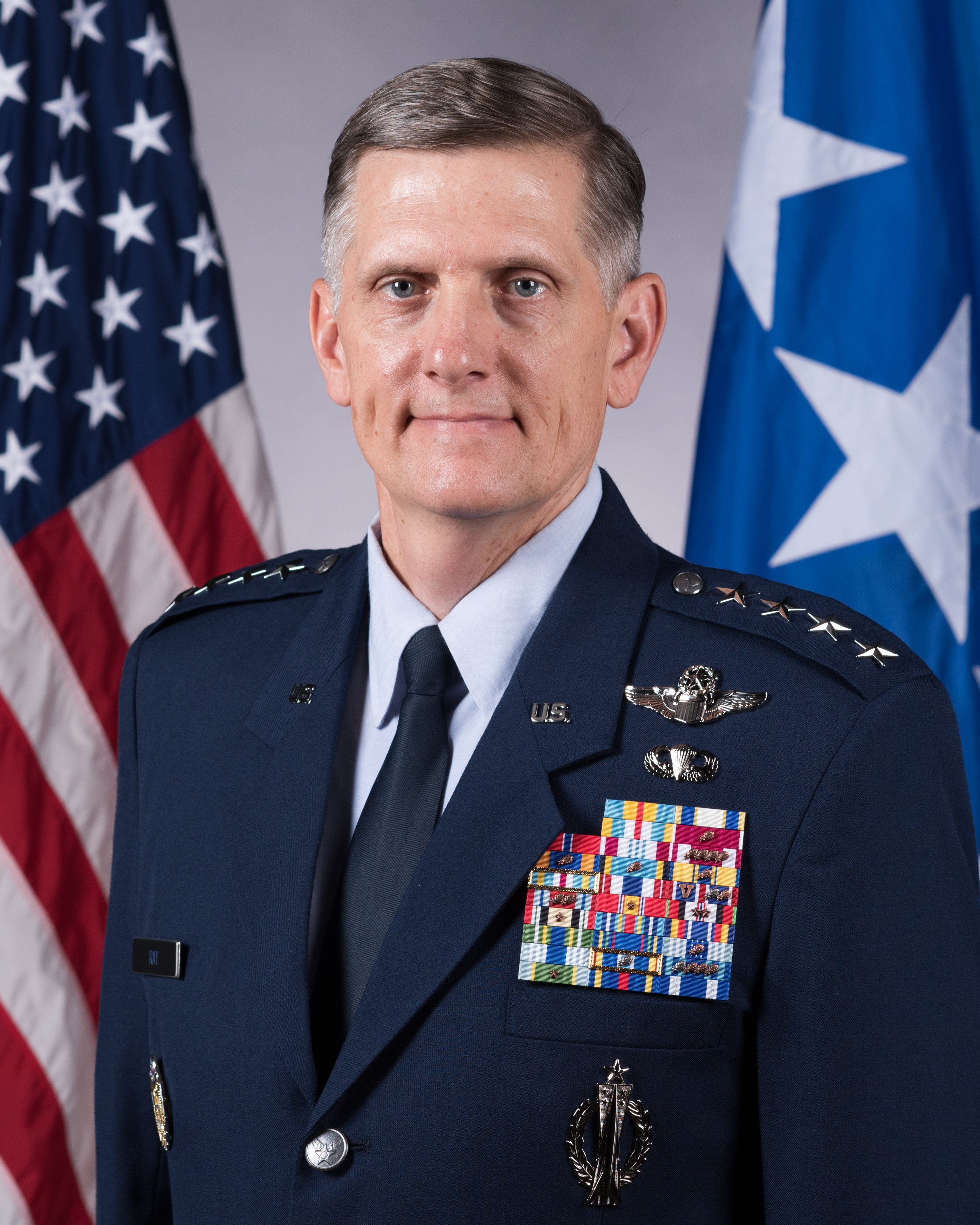
Timothy Ray (2018)

Timothy Michael Ray (* um 1963) ist ein pensionierter General der United States Air Force. Er war unter anderem Kommandeur des Air Force Global Strike Commands.
Im Jahr 1985 absolvierte er die United States Air Force Academy in Colorado Springs. Nach seiner Graduation wurde er als Leutnant in das Offizierskorps der Air Force aufgenommen. In der Folge durchlief er alle Offiziersgrade vom Leutnant bis zum Vier-Sterne-General.
Im Lauf seiner militärischen Karriere absolvierte er verschiedene Kurse und Schulungen. Dazu gehörten unter anderem eine Ausbildung zum Kampfpiloten und weitere Fortbildungskurse als Pilot neuer Flugzeugtypen; die Squadron Officer School auf der Maxwell Air Force Base (Maxwell AFB) in Alabama; das Air Command and Staff College, das sich ebenfalls auf der Maxwell AFB befindet und das ebenfalls dort ansässige Air War College. Außerdem erhielt er akademische Grade von der Embry-Riddle Aeronautical University und der Harvard University.
In seinen frühen Jahren als Offizier der Luftwaffe war er an verschiedenen Stützpunkten in den Vereinigten Staaten stationiert. Dabei war er als Pilot, Flugausbilder oder Stabsoffizier bei unterschiedlichen Einheiten tätig. Dazwischen absolvierte er die erwähnten Schulungen. Nach seinem Studium am Air War College wurde Timothy Ray zur Yongsan Army Garrison in Südkorea versetzt. Dort war er zwischen Juli 2004 und September 2005 Abteilungsleiter für Ausbildung und Manöver in einer Streitkräfte überschreitenden Spezialeinheit der United States Forces Korea.
Es folgte eine Versetzung zur Minot Air Force Base in North Dakota, wo er zwischen September 2005 und Juli 2006 stellvertretender Kommandeur des 5. Bombergeschwaders (5th Bomb Wing) war. Danach kommandierte er bis zum Juni 2008 auf der Dyess Air Force Base in Texas das 7. Bombergeschwader (7th Bomb Wing). Daran schloss sich eine Versetzung zur Langley Air Force Base in Virginia an. Zwischen Juli 2008 und Juli 2009 gehörte er dort dem Stab des Air Combat Commands an. Daran schloss sich eine Versetzung zur Barksdale Air Force Base in Louisiana an, wo Timothy Ray zwischen August 2009 und August 2011 als Director of Operations beim Air Force Global Strike Command war.
Als Nächstes wurde er nach Kabul in Afghanistan versetzt. Dort kommandierte er zwischen August 2011 und September 2012 das NATO Air Training Command – Afghanistan. Gleichzeitig kommandierte er das 438. Expeditionsgeschwader (438th Air Expeditionary Wing). Anschließend war er bis zum Juni 2015 in unterschiedlichen Funktionen im Hauptquartier der Luftwaffe tätig. Daran schloss sich ein Einsatz auf der Ramstein Air Base in Deutschland an. Dort kommandierte er zwischen Juli 2015 und Oktober 2016 die 3. Luftflotte (Third Air Force). Nach dem Ende dieses Kommandos blieb er in Deutschland. In Stuttgart wurde er stellvertretender Kommandeur des United States European Commands. Dieses Amt bekleidete er zwischen November 2016 und August 2018.
Anschließend kehrte er zur Barksdale AFB zurück, wo er am 21. August 2018 als Nachfolger von Robin Rand das Kommando über den Air Force Global Strike Command übernahm. Diesen Posten bekleidete er bis zum 27. August 2021 als Anthony J. Cotton seine Nachfolge antrat. Anschließend schied Timothy Ray aus dem aktiven Militärdienst aus.
Während seiner aktiven Zeit als Militärpilot absolvierte er über 4000 Flugstunden auf verschiedenen Flugzeugtypen. Nach seiner Pensionierung wurde er Präsident der Non-Profit-Organisation Business Executives for National Security (BENS).

## Daten der Beförderungen
| Abzeichen | Rang               | Jahr             |
| --------- | ------------------ | ---------------- |
|           | Second Lieutenant  | 29. Mai 1985     |
|           | First Lieutenant   | 29. Mai 1987     |
|           | Captain            | 29. Mai 1989     |
|           | Major              | 1. Februar 1997  |
|           | Lieutenant Colonel | 1. Mai 2000      |
|           | Colonel            | 1. August 2004   |
|           | Brigadier General  | 2. November 2009 |
|           | Major General      | 2. Juni 2013     |
|           | Lieutenant General | 2. Juli 2015     |
|           | General            | 21. August 2018  |

## Orden und Auszeichnungen
Timothy Ray erhielt im Lauf seiner militärischen Laufbahn unter anderem folgende Auszeichnungen:
- Defense Distinguished Service Medal
- Air Force Distinguished Service Medal
- Defense Superior Service Medal
- Legion of Merit
- Bronze Star Medal
- Defense Meritorious Service Medal
- Meritorious Service Medal
- Air Medal
- Aerial Achievement Medal
- Air Force Commendation Medal
- Joint Meritorious Unit Award
- Air Force Meritorious Unit Award
- Air Force Outstanding Unit Award
- Combat Readiness Medal
- National Defense Service Medal
- Afghanistan Campaign Medal
- Iraq Campaign Medal
- Global War on Terrorism Expeditionary Medal
- Global War on Terrorism Service Medal
- Korea Defense Service Medal
- Nuclear Deterrence Operations Service Medal
- Air Force Longevity Service Award
- Order of National Security Merit (Südkorea)
- NATO-Medaille

Außerdem erhielt er verschiedene Ordensbänder (Ribbons).